# 尚特雷讷河畔布鲁
尚特雷讷河畔布鲁（法語：Brou-sur-Chantereine，法語發音：[bʁu syʁ ʃɑ̃tʁɛn] ⓘ）是法国塞纳-马恩省的一个市镇，属于托尔西区。

## 地理
尚特雷讷河畔布鲁（48°52'57"N, 2°37'46"E）面积4.28 平方千米，位于法国法蘭西島大區塞纳-马恩省，该省份为法国北部内陆省份，北起瓦兹省，西接埃松省、马恩河谷省、塞纳-圣但尼省和瓦兹河谷省，南至卢瓦雷省，东南接约讷省，东临马恩省和奥布省，东北接埃纳省。
与尚特雷讷河畔布鲁接壤的市镇（或旧市镇、城区）包括：勒潘、蓬波讷、马恩河畔韦尔、维勒沃代、谢勒。

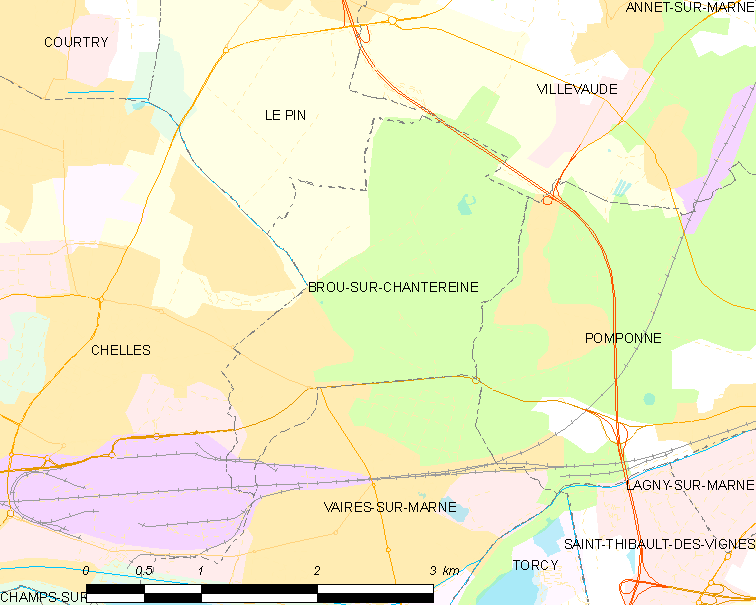
尚特雷讷河畔布鲁的OSM定位图

尚特雷讷河畔布鲁的时区为UTC+01:00、UTC+02:00（夏令时）。

## 行政
尚特雷讷河畔布鲁的邮政编码为77177，INSEE市镇编码为77055。

## 政治
尚特雷讷河畔布鲁所属的省级选区为维勒帕里西县。

## 人口

1962-2008年间尚特雷讷河畔布鲁人口变化图示

尚特雷讷河畔布鲁于2022年1月1日时的人口数量为5094人。